# Västra Skrävlinge landskommun
Västra Skrävlinge landskommun var en tidigare kommun i dåvarande Malmöhus län.

## Administrativ historik
Kommunen bildades i Västra Skrävlinge socken i Oxie härad i Skåne när 1862 års kommunalförordningar trädde i kraft. 
Sofielunds municipalsamhälle inrättades i kommunen 21 februari 1896 och upplöstes 1911 när kommunen uppgick i Malmö stad som 1971 ombildades till Malmö kommun.